# ベルナリオ

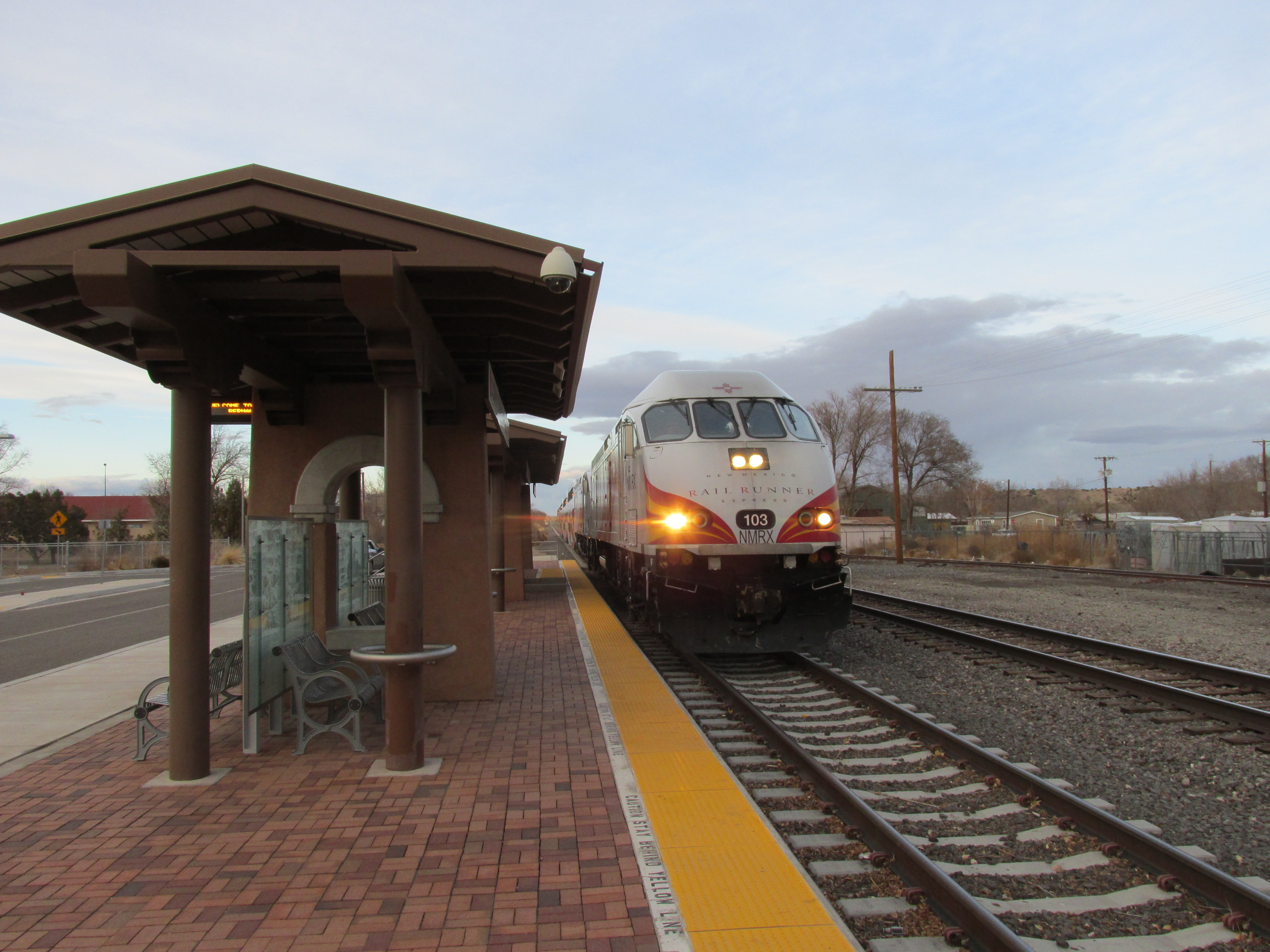
ニューメキシコ・レイルランナー・エキスプレスの駅

ベルナリオ（Bernalillo）は、アメリカ合衆国ニューメキシコ州の町。サンドヴァル郡の郡庁所在地である。人口は8,977人（2020年）。

## 地理

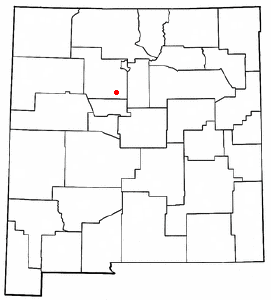
ニューメキシコ州内の位置

ベルナリオは北緯35度18分34秒 西経106度33分7秒 / 北緯35.30944度 西経106.55194度 (35.309363, -106.552032)に位置している。アメリカ合衆国国勢調査局によると、町の総面積は12.2 km² (4.7 mi²)で、陸地面積が11.9 km² (4.6 mi²) 、水面積は0.3 km² (0.1 mi²)で全体の2.34%である。

## 人口動勢
以下は2000年国勢調査における人口統計データである。
基礎データ
- 人口: 6,611人
- 世帯数: 2,309世帯
- 家族数: 1,724家族
- 人口密度: 554.9/km² (1,436.9/mi²)
- 住居数: 2,473軒
- 住居密度: 207.6/km² (537.5/mi²）

人種別人口構成
- 白人: 60.17%
- アフリカン・アメリカン: 0.74%
- ネイティブ・アメリカン: 3.92%
- アジア人: 0.20%
- その他の人種: 31.34%
- 混血: 3.63%
- ヒスパニック・ラテン系: 74.75%

世帯と家族（対世帯数）
- 世帯数: 2,309世帯
- 18歳未満の子供がいる: 40.8%
- 結婚・同居している夫婦: 49.1%
- 未婚・離婚・死別女性が世帯主: 18.6%
- 非家族世帯: 25.3%
- 単身世帯: 20.2%
- 65歳以上の老人1人暮らし: 6.9%
- 平均構成人数
  - 世帯: 2.86人
  - 家族: 3.30人

年齢別人口構成
- 18歳未満: 31.0%
- 18-24歳: 9.9%
- 25-44歳: 28.5%
- 45-64歳: 21.4%
- 65歳以上: 9.2%
- 年齢の中央値: 32歳
- 性比（女性100人あたりの男性の人口）
  - 総人口: 93.9人
  - 18歳以上: 91.4人

収入と家計
- 収入の中央値
  - 世帯: 30,864米ドル
  - 家族: 36,286米ドル
  - 性別
    - 男性: 27,417米ドル
    - 女性: 22,125米ドル
- 人口1人あたり収入: 13,100米ドル
- 貧困線以下
  - 対家族数: 13.9%
  - 対人口: 18.2%
  - 18歳未満: 25.4%
  - 65歳以上: 16.3%